# Грищенко, Кирилл
Кирилл Грищенко (род. 23 июля 1991 года) — белорусский борец греко-римского стиля, чемпион II Европейских Игр по греко-римской борьбе в тяжёлой весовой категории 130 кг (2019), мастер спорта международного класса. Боец смешанных боевых искусств, представитель тяжёлой весовой категории, выступает на профессиональном уровне с 2020 года, известен по участию в турнирах бойцовской организации ONE Championship, - соискатель титула в тяжёлом весе в 2022 году. Чемпион Республики Беларусь по боксу 2024 года в весовой категории свыше 92 кг.

## Спортивные достижения
- Чемпион II Европейских Игр по греко-римской борьбе в весовой категории до 130 кг (Минск 2019[1][2]) —
- Чемпион Республики Беларусь по боксу в весовой категории свыше 92 кг (Минск 2024) —

## Статистика ММА
| Боёв 9          | Побед 7 | Поражений 2 |
| --------------- | ------- | ----------- |
| Нокаутом        | 4       | 1           |
| Сдачей          | 1       | 1           |
| Решением        | 2       | 0           |
| Ничьи           | 0       | 0           |
| Не состоявшихся | 0       | 0           |

| Результат | Рекорд | Соперник                 | Способ                                          | Турнир                                            | Дата            | Раунд | Время | Место             | Примечание                                             |
| --------- | ------ | ------------------------ | ----------------------------------------------- | ------------------------------------------------- | --------------- | ----- | ----- | ----------------- | ------------------------------------------------------ |
| Победа    | 7-2    | Мауро Черилли (15-6)     | TKO                                             | ONE 171                                           | 20 февраля 2025 | 1     | 3:27  | Доха, Катар       |                                                        |
| Победа    | 6-2    | Канг Джи Вон (7-3)       | Решением (единогласным)                         | ONE Fight Night 23: Ok vs. Rasulov on Prime Video | 5 июля 2024     | 3     | 5:00  | Бангкок, Таиланд  |                                                        |
| Поражение | 5-2    | Маркус Алмейда (3-0)     | Сабмишном (скручивание пятки)                   | One on Prime Video 1: Мораес - Джонсон 2          | 27 августа 2022 | 1     | 1:04  | Каланг, Сингапур  |                                                        |
| Поражение | 5-1    | Анатолий Малыхин (9-0)   | Нокаутом (удар)                                 | One Championship - Bad Blood                      | 11 февраля 2022 | 2     | 3:42  | Каланг, Сингапур  | Бой за временный титул ONE Championship в тяжёлом весе |
| Победа    | 5-0    | Дастин Джойнсон (6-0)    | Решением (единогласным)                         | One Championship Nextgen                          | 29 октября 2021 | 3     | 5:00  | Каланг, Сингапур  |                                                        |
| Победа    | 4-0    | Омар Кане (3-0)          | Техническим нокаутом (отказ от продолжения боя) | ONE on TNT 4                                      | 28 апреля 2021  | 2     | 5:00  | Каланг, Сингапур  | Дебют в ONE Championship                               |
| Победа    | 3-0    | Ахмад Аль-Рубайе (7-3)   | Техническим нокаутом ()                         | NFG 16 Mortal Combat                              | 28 ноября 2020  | 1     | 2:24  | Минск, Белоруссия |                                                        |
| Победа    | 2-0    | Владимир Давидович (0-0) | Сабмишном ()                                    | NFG 16 Mortal Combat                              | 28 ноября 2020  | 1     | 1:18  | Минск, Белоруссия |                                                        |
| Победа    | 1-0    | Геннадий Матвиенко (0-0) | Техническим нокаутом (удары)                    | BFC 63 Belarusian Fighting Championship           | 24 октября 2020 | 1     | 0:00  | Минск, Белоруссия | Дебют в проф. ММА.                                     |